# Pristimantis rivasi
Espèce
Statut de conservation UICN

 VU  : Vulnérable
Pristimantis rivasi est une espèce d'amphibiens de la famille des Craugastoridae.

## Répartition
Cette espèce est endémique de l'État de Zulia au Venezuela. Elle se rencontre à Rosario de Perijá et à Machiques de Perijá entre 1 438 et 1 933 m d'altitude dans la Sierra de Perijá.

## Description
Les mâles mesurent de 25,0 à 30,8 mm et la femelle 41 mm.

## Étymologie
Cette espèce est nommée en l'honneur de Gilson Rivas Fuenmayor.

## Publication originale
- Barrio-Amorós, Rojas-Runjaic & Barros, 2010 : Two new Pristimantis (Anura: Terrarana: Strabomantidae) from the Sierra de Perijá, Venezuela. Zootaxa, no 2329, p. 1–21.